# PsyFive
PsyFive è il quinto album in studio del rapper sudcoreano Psy, pubblicato il 20 ottobre 2010.

## Tracce
1. Mr. Ssa (싸군) 4:14
2. Right Now 4:33
3. All Night Long (오늘 밤 새) 3:46
4. In My Eyes (내 눈에는) [feat. Lee Jaehoon] 3:37
5. Thank You (feat. Seo Inyoung) 3:40
6. It's Art (예술이야) 4:39
7. Aflutter (설레인다) 3:24
8. Night Street in Seoul (서울의 밤거리) [feat. YDG] 3:50
9. That's Why (그래서 그랬어) [feat. Jungyup] 4:23
10. Like Crazy (미치도록) 3:24
11. Spit It Out (솔직히 까고 말해) 3:34
12. My Wanna Be (나의 Wanna Be) 3:48

## Classifiche
| Classifica (2010) | Posizione massima |
| ----------------- | ----------------- |
| Corea del Sud     | 6                 |